# Ghiacciaio Ball
Il ghiacciaio Ball è un piccolo ghiacciaio situato sull'isola di James Ross, davanti alla costa orientale della penisola Trinity, l'estremità settentrionale della Terra di Graham, in Antartide. Il ghiacciaio si trova in particolare nella parte sud-orientale dell'isola, dove fluisce verso nord-est, fino a entrare nella parte meridionale della baia di Markham, poco a sud di punta Redshaw.

## Storia
Così come l'intera isola di James Ross, il ghiacciaio Ball è stato cartografato per la prima volta nel corso della Spedizione Antartica Svedese, condotta dal 1901 al 1904 al comando di Otto Nordenskjöld, tuttavia esso è stato così battezzato solo nel 1995 dal Comitato britannico per i toponimi antartici in onore del paleontologo H. William Ball, capo del dipartimento di paleontologia del British Museum dal 1966 al 1986 e autore del Falklands Islands Dependencies Survey Scientific Report No. 24, un rapporto edito dal British Antarctic Survey, un tempo chiamato "Falklands Islands Dependencies Survey", relativo ai fossili provenienti dall'area dell'isola di James Ross.